# نفخ نرم‌افزار
نفخ نرم‌افزار یا پَندام‌افزار اصطلاحی است که گرایش برنامه‌های رایانه‌ای جدید را به موارد زیر دربر می‌گیرد:
- بجا گذاشتن ردپای حافظه عظیم هنگام استفاده
- استفادهٔ اسراف‌گرایانه از منابع سیستم
- ارائهٔ امکانات بی‌موردی که کاربران از آن‌ها استفاده نمی‌کنند

این درحالی است که در مقابل نفع کم یا شاید هیچ منفعتی برای کاربر ندارند.
نفخ‌افزار همچنین برای توصیف نرم‌افزارهایی که در هنگام خرید یک رایانه روی آن پیش‌نصب شده‌اند نیز بکار می‌رود. این‌گونه نرم‌افزارها معمولاً نسخه‌های آزمایشی زمان-محدود یا نسخه‌های ابتدایی با حذف بعضی امکانات هستند.

## علل
توسعه‌دهندگان نرم‌افزار شاغل بکار در دههٔ ۱۹۷۰ مجبور به سروکله زدن با محدودیت‌های شدید فضای دیسک و حافظه بودند. هر بایت حافظه و هر کلاک سایکل پردازنده بحساب می‌آمد و ارزشمند بود و تلاشی تحسین‌برانگیز برای گنجاندن برنامه در منابع موجود در جریان بود..
آنان برنامه‌نویسانی متخصص و صرفه‌جو بودند.
امروزه وضعیت برعکس شده، منابع پست و کم‌ارزش انگاشته می‌شوند، سریع کُدزنی و داشتن امکانات خبرساز و جنجالی اولویت کار است، و این تاحدی به پیشرفت فناوری مربوط است. سرعت محاسبه و گنجایش ذخیره‌سازی چندین برابر شده، درحالی‌که هزینه تولید سخت‌افزار هم به همان شدت کاهش یافته (قانون مور را ببینید). علاوه بر آن گسترش استفاده از رایانه در همهٔ لایه‌های بازرگانی و زندگی خانگی، بازار رایانهٔ بسیار بزرگتری نسبت به دههٔ ۱۹۷۰ درست کرده‌است.
دراین‌میان، استفادهٔ شرکت‌های نرم‌افزاری از توسعه‌دهندگان نرم‌افزار جوان که با آن محدودیت‌های دههٔ ۱۹۷۰ دست و پنجه نرم نکرده‌اند و هدر رفتن چند صد مگابایت از دیسک، گاف چند مگابایتی در حافظه، یا معطل ماندن یک هستهٔ پردازنده، چندان برایشان دردآور نیست، به تولید و بازاریابی موفق نفخ‌افزارها کمک می‌کند. روش برنامه‌سازی این نسل از برنامه‌نویسان برای پیرهای این کار مانند استیو گیبسون هراس‌انگیز است.

## مثال‌ها
آی‌تونز شرکت اپل متهم به نفخ‌دار بودن است. دلیل آن تبدیل تدریجی‌اش از یک پخش‌کنندهٔ چندرسانه‌ای به یک سکوی تجارت الکترونیک و تبلیغات است. اد بوت نویسندهٔ سابق پی‌سی ورلد شرکت اپل را به ریاکاری در تبلیغاتش علیه ویندوز متهم کرده‌است.
مایکروسافت ویندوز هم خودش متهم به نفخ‌دار بودن است؛ با اشاره به ویندوز ویستا، اریک تراوت مهندس مایکروسافت می‌گوید «خیلی از مردم در مورد ویندوز به‌عنوان یک سیستم‌عامل بزرگ نفخ‌دار می‌اندیشند، که باید اعتراف کنم تجسم خوبی است… اما در هسته سیستم‌عامل و اجزایی که آن را می‌سازند، در حقیقت خیلی ساده و مؤثر است.»
ابزارهای رایت سی‌دی و دی‌وی‌دی مانند نرو برنینگ رام هم متهم به نفخ‌افزار بودن هستند. دلیل آن وجود امکانات زائدی است که برای کاربر معمولی هرگز بکار نمی‌آیند، اما در نصب پیش‌گزیده نصب می‌شوند، یا حتی در حالت سفارشی (کاستوم) هم جلوی نصب آن‌ها را نمی‌توان گرفت.
جدا از امکانات زاید، محدودیت‌های زمانی در فرایند تولید نرم‌افزار و مدیریت بی‌فکر، منجر به باقی ماندن و جا خوردن کُدهای قدیمی در ساخت نسخه‌های جدید نرم‌افزارها می‌شود. یک مثال خوب از این مورد، ادوبی آکروبات ریدر است، که در مسیر گسترش پی‌دی‌اف، هر روز رشد کرده و امروزه (سال ۲۰۰۶) پروندهٔ نصاب آن بیش از ۳۷ مگابایت حجم دارد؛ در مقابل، بقیهٔ پی‌دی‌اف خوان‌ها بسته‌های نصاب بسیار کوچک‌تری دارند، مانند فاکسیت ریدر که پروندهٔ نصاب آن تنها ۵ مگابایت است.